# Petershagen
Petershagen è una città tedesca di 25 027 abitanti della Renania Settentrionale-Vestfalia, appartenente al circondario di Minden-Lübbecke.

## Geografia fisica

### Posizione
Petershagen si trova al confine con la Bassa Sassonia, grossomodo a metà strada fra Osnabrück ed Hannover, ed a circa 60 km da Bielefeld.

## Società

### Evoluzione demografica
| Data      | Abitanti |
| --------- | -------- |
| 1-12-1900 | 2.063    |
| 1-12-1910 | 2.196    |
| 16-6-1925 | 2.084    |
| 17-5-1939 | 2.310    |
| 13-9-1950 | 3.639    |
| 6-6-1961  | 3.724    |
| 27-5-1970 | 3.612    |

| Data       | Abitanti |
| ---------- | -------- |
| 31-12-1975 | 24.415   |
| 31-12-1980 | 24.061   |
| 31-12-1985 | 23.466   |
| 25-5-1987  | 23.619   |
| 31-12-1990 | 24.543   |
| 31-12-1995 | 26.142   |
| 31-12-2000 | 27.040   |

| Data       | Abitanti |
| ---------- | -------- |
| 31-12-2001 | 27.103   |
| 31-12-2002 | 27.104   |
| 31-12-2003 | 27.091   |
| 31-12-2004 | 26.990   |
| 31-12-2005 | 26.882   |
| 31-12-2006 | 26.657   |

## Geografia antropica

### Suddivisioni amministrative
L'esteso comune conta, oltre al capoluogo (Petershagen-Kernstadt), 28 frazioni:

Bierde, Buchholz, Döhren, Eldagsen, Friedewalde, Frille, Gorspen-Vahlsen, Großenheerse, Hävern, Heimsen, Ilse, Ilserheide, Ilvese, Jössen, Lahde, Maaslingen, Meßlingen, Neuenknick, Ovenstädt, 
Quetzen, Raderhorst, Rosenhagen, Schlüsselburg, Seelenfeld, Südfelde, Wasserstraße, Wietersheim e Windheim.

## Amministrazione

### Gemellaggi
- Petershagen/Eggersdorf, Brandeburgo, Germania